# 1997 في فلسطين
أحداث عام 1997 في فلسطين

## أبرز الاحداث
- 26 فبراير - الحكومة الإسرائيلية توافق على بناء مستوطنة أبو غنيم في القدس الشرقية.[1]
- 3 مارس - لقاء رسمي بين الرئيس الفلسطيني ياسر عرفات والرئيس الأمريكي بيل كلينتون مع كبار المستشارين.[2][3]
- 13 مارس - جندي أردني يطلق النار على مجموعة من طالبات المدارس بالقرب من الحدود الأردنية ويقتل 7 منهم.[4][5]
- 15 مارس - ياسر عرفات يدعو لقمة طارئة في غزة لبحث عملية السلام، حضر القمة عدد من الدول الأوروبية والولايات المتحدة الأمريكية، حيث طالب عرفات المؤتمر الضغط على إسرائيل لتوقيف مشروع مستوطنة أبو غنيم[6]
- 18 مارس - بدأ الإنشاءات في مستوطنة أبو غنيم.
- 21 مارس - انفجار قنبلة في مقهى في تل أبيب تقتل ثلاثة مع منفذ العملية وجرح العشرات.[7]
- في 3 يونيو - أعضاء حزب العمل يختارون رئيس الأركان السابق أيهودا باراك كرئيس جديد للحزب[8]
- 30 يوليو - عملية انتحارية مزدوجة في أحد أسواق مدينة القدس، حيث فجر شخصان أنفسهما مما أدي إلى قتل 13 آخرين والانتحاريان وجرح 150 آخرين وحماس تعلن مسؤوليتها عن الحادث.[9][10]
- 21 أغسطس - في رد فعل انتقامي من إسرائيل، السلطة الفلسطينية تفرض حظر جزئي على بعض المنتجات الإسرائيلية.[11]
- 4 سبتمبر - عملية منظمة نفذها ثلاثة انتحاريين وذلك بتفجير عبوات كانوا يحملونها بشكل متعاقب في أوقات متقاربة في حي تسوق مزدحم في القدس الغربية مما أدي إلى قتل أربعة والانتحاريين.[12]
- 9 سبتمبر - وزيرة الخارجية الأمريكية أولبرايت تصل إلى إسرائيل في بداية رحلة شرق أوسطية تستمر أسبوع في محاولة لتحريك عملية السلام.[13]
- 19 سبتمبر - الشرطة الإسرائيلية تطلق الأعيرة المطاطية على المتظاهرين الفلسطينيين في الخليل احتجاجا على سماح الحكومة الإسرائيلية لطلبة يهود بالإقامة في بيوت عربية في القدس الشرقية بعد مغادرة العائلات اليهودية التي كانت تحتلها.[14]
- 1 أكتوبر - تم إطلاق سراح الشيخ أحمد ياسين مؤسسة حركة حماس من سجنه في إسرائيل في عملية تبادل أسرى مع منفذي محاولة اغتيال فاشلة قام بها عميلان للموساد في عمان لقتل خالد مشعل المسؤول في حركة حماس.[15]
- 11 ديسمبر - إسرائيل تمنع المواطنين العرب المقيمين في القدس الشرقية من المشاركة في الإحصاء الفلسطيني تحت تهديد سحب الهوية المقدسية منهم.[16]